# Osedax antarcticus
Espèce
Osedax antarcticus est une espèce de vers polychètes de la famille des Siboglinidae. 